# Roccella Ionica
Roccella Ionica är en ort och kommun i storstadsregionen Reggio Calabria, innan 2017 provinsen Reggio Calabria, i regionen Kalabrien i Italien. Kommunen hade 6 450 invånare (2017).